# عاطف بن حسين
عاطف بن حسين هو ممثل وأستاذ مسرح تونسي أصيل مدينة الشّابة من ولاية المهدية، حاصل على الأستاذية من المعهد العالي للفن المسرحي ويعمل أستاذا للمسرح بالمعاهد الثانوية.

## الحياة الشخصية
متزوج من الممثلة مريم بالحاج أحمد ولهما ابن اسمه «نجم ولد في 2015 و هود 2017 ولد و غافر ولد في 2020.
لديه ابنين من زوجته الأولى اسمهما «سلمان» ولد في 2002 وريان ولد في 2007.

## أعماله

### أفلام
- أعزب، (فيلم قصير) من إخراج لطفي عاشور - 1998
- العز، (فيلم قصير) من إخراج لطفي عاشور - 2004
- عرس الذيب، من إخراج الجيلاني السعدي - 2006
- شاق واق، (فيلم قصير) من إخراج نصر الدين السهيلي - 2010
- مر وصبر، (فيلم قصير) من إخراج نصر الدين السهيلي - 2012

### مسلسلات
- باب الخوخة لعبد الجبار البحوري - 1997
- يا زهرة في خيالي لعبد الجبار البحوري - 2000 (دور: خالد)
- عند عزيز لصلاح الدين الصيد - 2003 (دور : حريف)
- مكتوب لسامي الفهري - 2008 (دور : شكري بن نفيسة شهر شوكو)
- مكتوب (الموسم 2) لسامي الفهري - 2009 (دور : شكري شهر شوكو)
- كاستينغ لسامي الفهري - 2010 (دور : شخصيته الحقيقية)
- نجوم الليل (الموسم 4) لمديح بالعيد - 2012 (دور : طالب)
- من أجل عيون كاترين لحمادي عرافة - 2012 (دور : العربي)
- ناعورة الهواء لمديح بالعيد - 2014 (دور : عمار)
- أولاد مفيدة لسامي الفهري - 2015 (دور: منير)
- الريسك لنصر الدين السهيلي - 2015 (دور : سلمان كافي)
- وردة وكتاب لأحمد رجب - 2016 (دور : نجيب شقير)
- بوليس حالة عادية (الموسم 2) لمجدي السميري - 2016 (دور : ضي
- المنارة لعاطف بن حسين - 2017 (دور : جو)
- شورب (الموسم 2) لمديح بالعيد - 2019 (دور : بشير)

### مسرحيات
- 1996 : الزمن الضائع لمعز تركي ونجيب عبد المولى (كوميديان)
- 1997 : الشرفة للهادي عباس (كوميديان)
- 1998 : قمرية لرضا بوقديدة وفتحي العكاري (كوميديان)
- 1999 : بهجة لمحمد منير العرقي (كوميديان)
- 2001 : هنا تونس لتوفيق الجبالي (كوميديان)
- 2001 : أساطير (كمؤلف ومخرج مسرحي)
- 2003 : الفلسطينيين لجان جينيه وتوفيق الجبالي (كوميديان)
- 2004 : لصوص بغداد لتوفيق الجبالي (كوميديان)
- 2005 : الحالة المدنية (كمؤلف ومخرج مسرحي)
- 2007 : نسخة غير صحيحة (كمؤلف ومخرج مسرحي)
- 2009 : غلطة مطبعية لحسام الساحلي
- 2011 : لا يمثل (كمؤلف ومخرج مسرحي)
- 2012 : نيكوتين (كمؤلف ومخرج مسرحي)